# Formica aquilonia
Formica aquilonia, denumită și „furnică scoțiană de lemn”, este o specie din genul furnică de lemn din genul Formica care sunt distribuite pe scară largă în Europa și Asia, care apar de la nord din  Scandinavia până în Bulgaria și Italia în sud, iar de la Regatul Unit spre est prin Franța și Germania până la Rusia, în timp ce se găsesc și în zonele de coastă ale Mării Okhotsk din estul Siberiei.Trăiesc în principal în pădurile de conifere, dar apar și în unele păduri de foioase..

## Descriere
Furnica scoțiană din lemn are un cap și um torace brun-roșcat și un abdomen negru. La partea din spate a capului este o margine scurtă de fire de păr, dar acest lucru nu se extinde în măsura în care ochii. Această furnică are fire de păr mai puține și mai scurte decât sunt prezente în celelalte specii de furnici de lemn găsite în Marea Britanie.

## Distribuție
Furnica scoțiană din lemn are o distribuție largă în nordul Europei, gama sa extinzându-se din Scandinavia până în Siberia. De asemenea, apare în părțile mai reci ale regiunilor muntoase din Europa Centrală și Asia. În Scoția apare în pădurile de pin ale Pădurii Caledoniene și în zonele muntoase, inclusiv Insula Skye în largul coastei de vest. Este, de asemenea, cunoscută din două locații din Comitatul Armagh din Irlanda de Nord. Se găsește în general în pădurile de conifere, inclusiv în curățenii și plimbări, și în plantații adecvate.

## Comportament
Această specie formează cuiburi de movilă foarte mari. În timpul zilei, coloane de furnici pleacă din acestea, urcând copaci și legând cuiburile de altele din vecinătate. Furnicile de hrănire colectează honeydew de la insectele care sug plante printre frunzele copacilor și le aduc înapoi în cuib. Ei vor colecta, de asemenea, nevertebrate vii sau moarte pentru a suplimenta acest lucru. Reproducerile înaripate sunt produse în timpul verii, iar cuiburile noi sunt, de asemenea, fondate prin fisiune dintr-un cuib părinte, care poate conține un număr de regine.

## Starea de conservare
Formica aquilonia este inclusă pe lista roșie a speciilor amenințate a Uniunii Internaționale pentru Conservarea Naturii (IUCN), în cazul în care acestea sunt clasificate ca fiind cu risc mai scăzut. Din cauza preocupărilor legate de viitorul lor aici, specia face obiectul planurilor de acțiune privind speciile, ca parte a strategiei Regatului Unit pentru protejarea diversității biologice. Din cauza rarității acestei furnici în Irlanda de Nord, este listată ca specie prioritară a Irlandei de Nord.